# Anisodes expunctaria
Anisodes expunctaria là một loài bướm đêm trong họ Geometridae.